# العلاقات الروسية اليابانية

علمي روسيا واليابان

ارتبطت بين روسيا واليابان علاقات متوترة أحياناً وهادئة أحياناً أخرى، ولكن في بداية 2000 ارتبطت البلدان بعلاقات ثنائية ومصالح كثيرة مشتركة بينهما بدأ من التعاون الاقتصادي والتجاري إلى الأمني والثقافي. وتشير نتائج عام 2008 إلى أن التبادل السلعي بين البلدين بلغ قيمة 30 مليار دولار، وثمة عدد كبير من المشاريع الاستثمارية، الأمر الذي لا يمكن إلا أن يثير العجب، لولا عامل واحد يتمثل في أنه لم تعقد بين روسيا واليابان معاهدة سلام إلى الآن. وهناك مشكلة تعقّد العلاقات بين الدولتين، وهي مصير جزر الكوريل.

## الخلافات
الجزر المتنازع عليها هي 14 جزيرة تقع بين اليابان وجزيرة ساخالين. وتقسم إلى جزر سلسلة الكوريل الكبيرة، وضمنها جزيرة إيتوروب التي تبلغ مساحتها 3 آلاف كيلومتر مربع، وجزيرة كوناشير التي تبلغ مساحتها 1.5 ألف كيلومتر مربع، وسلسلة جزر الكوريل الصغيرة، وضمنها جزيرة شيكوتان البالغة مساحتها 182 كيلومتر مربع، وكذلك 5 جزر تابعة لارخبيل هابوماي ومجموعات من الجزر الصغيرة التي هي عبارة عن صخور بارزة من البحر، وهي جزر "اوسكولكي و" وديومين" و"سكالني" التي تبلغ مساحتها العامة 118 كيلومتر مربع.
وبالرغم من الصغر الجغرافي فان جزر الكوريل الجنوبية لها وزن اقتصادي وعسكري استراتيجي. وتعتبر المياه المحيطة بالجزر غنية بالثروة السمكية. ويتم فيها اصطياد 1.6 مليون طن من الاسماك والمواد البحرية سنويا، مما يشكل ثلث كمية السمك المصطاد في بحار الشرق الأقصى. ويتصف مضيق الكوريل الجنوبي بوجود أنواع ثمينة من السمك، ناهيك عن وجود الموارد المعدنية المستكشفة، بما فيها التيتانيوم والمغنيسيوم والكوبلت والنحاس والرصاص والزنك والبلاتين والذهب والكبريت. كما يوجد في جزيرة ايتوروب حقل وحيد في العالم من معدن الريني النادر.
وتكتسب جزر الكوريل، بما فيها الجنوبية منها، أهمية إستراتيجية فائقة بالنسبة لروسيا، إذ انها عبارة عن خط وحيد من جهة المحيط الهادئ يسمح بالدخول في بحر أوخوتسك ومنطقة الشرق الأقصى الروسية المطلة على المحيط الهادئ. كما أنها تزيد إلى حد كبير من منطقة الدفاع القاري وتضمن أمن طرق المواصلات المؤدية إلى القواعد العسكرية الواقعة في شبه جزيرة كامتشاتكا كراي والرقابة على مياهبحر أوخوتسك والاجواء فوقها.

## السيطرة الروسية على الجزر
ظهر الروس في جزر الكوريل في النصف الأول من القرن الثامن عشر. وبعد مرور 100 عام فرضت روسيا في واقع الامر سيطرتها عليها. وكانت الخرائط الروسية والأوروبية الغربية حينذاك تصف سلسلة جزر الكوريل كلها بانها جزء من لا يتجزأ من الامبراطورية الروسية. وفي عام 1786 حين وصل اليابانيون الأوائل إلى جزيرة ايتوروب وجدوا بعض أهلها الاصليين «أين» يجيدون اللغة الروسية. وفي 28 يوليو/تموز عام 1798 جاء اليابانيون ليزيلوا الشواخص الروسية وينصبوا أعمدة لهم تنص على ان هذه الأرض تعد ملكية لليابان الكبرى. وقد أنشئت في جزيرة هوكايدو اليابانية في عام1802 الهيئة الخاصة باستيطان جزر الكوريل. ومنذ ذلك الحين اكتسبت عملية التوسع اليابانية طابعا منتظما. وتقدم المبعوث الروسي نيقولاي ريازانوف الذي وصل إلى طوكيو عام 1805 باحتجاج للحكومة اليابانية بسبب ان كل الأراضي الواقعة شمالي ماتسماي أو هوكايدو تعد ملكية للإمبراطور الروسي. إلا أن اليابانيين لم يكفوا عن مطامحهم في الجزيرة وغدت جزيرة ساخالين موضوعا اخر لادعاءاتهم.

## الانسحاب الروسي من الجزر
كانت روسيا تخوض حرب القرم في عام 1855، وكانت تواجه التحالف المتألف من فرنسا والامبراطورية العثمانية وبريطانيا العظمى وسردينية، وذلك بغية فرض السيطرة على البحر الأسود والبلقان والقوقاز، الأمر الذي تسبب في إضعافها وجعلها توقع قسرا على اتفاقية "سيمود " التي تنازلت بموجبها لصالح اليابان عن جزر الكوريل الجنوبية " هابوماي وشيكوتان وكوناشير وايتوروب مقابل احلال السلام الأبدي والصداقة الدائمة. وفي عام 1875 تم عقد اتفاقية بطرسبورغ التي تنازلت روسيا بموجبها عن سلسلة جزر الكوريل كلها مقابل اعتراف اليابان بحق الملكية الروسية على جزيرة ساخالين أو تعهد اليابان بعدم الادعاء باراضي لم تكن تملكها أبدا.
وفي عام 1895 توجهت في آن واحد كل من روسيا وألمانيا وفرنسا كل على حدة إلى الحكومة اليابانية بطلب التخلى عن ضم شبه جزيرة لياو تونج التي تعود حاليا إلى الأراضي الصينية. فنالت روسيا في عام 1898 الحق باستئجار شبه الجزيرة هذه، الامر الذي زاد من النزعة المضادة للروس لدى اليابانيين وتفاقم التوتر في العلاقات بين البلدين بشكل تدريجي.

## الحرب الروسية اليابانية
وقد أدى الخلاف الناجم عن امتياز روسيا في غابات كوريا واحتلالها منشوريا إلى توتر حاد في العلاقات الروسية اليابانية. وبالرغم من ضعف المواقف الروسية في الشرق الأقصى لم يتنازل نيقولاي الثاني عن حقوقه، مما حمل اليابان على إعلان وبدء الحرب على روسيا.
وقد تسبب هجوم الأسطول الياباني قبل إعلان الحرب رسميا على الأسطول الروسي الراسي في ميناء بور أرثور في ليلة 9 فبراير عام 1904 تسبب في تعطيل أهم السفن الحربية الروسية وساعد على انزال القوات اليابانية في كوريا ومنشوريا بدون أن تلقى مقاومة.
وبدأ اليابانيون بمحاصرة بور أرثور في مطلع شهر أغسطس/آب عام 1904 مستفيدين من عدم حسم القيادة الروسية لأعلان الحرب. فأجبر في 2 يناير/كانون الثاني عام 1905 حامية القلعة على الاستسلام. وتم تدمير ما تبقى من الأسطول الروسي في بور أرثور من قبل اليابانيين، ويقال ان طاقم الأسطول الروسي هو نفسه قام بتفجير السفن.
وفي فبراير/شباط عام 1905 اجبرت اليابان الجيش الروسي على الانسحاب بعد انهزامه في معركة موكدن وتدمير الأسطول الروسي الذي تم نقله إلى الشرق الاقصى من بحر البلطيك خلال معركة تسوسيما في 14-15 مايو/آيار عام 1905. وجعل كل ذلك بالإضافة إلى قيام ثورة عام 1905 في روسيا جعل نيقولاي الثاني يوافق على البدء في مباحثات السلام مع اليابان.
معاهدة بور سموثانتهت الحرب بعقد معاهدة السلام في مدينة بورسموث 23 أغسطس/آب عام 1905، وبموجب شروط السلام تنازلت روسيا عن حقوقها بالقسم الجنوبي من جزيرة ساخالين وحقها باستئجار شبه جزيرة لياو تونج والسكة الحديدة في منشوريا الجنوبية.

## قضية الجزر بعد الحرب العالمية الثانية
تم تأكيد شروط معاهدة بورسموت لدى اقامة العلاقات السوفيتية اليابانية في عام 1925. مع ذلك فان الوفد السوفيتي أصر على ادراج بند في نص البيان المشترك مفاده ان الاعتراف بهذه المعاهدة لا يعني ان الحكومة السوفيتية تشارك الحكومة القيصرية في مسؤوليتها عن عقد تلك المعاهدة.
تمكن الاتحاد السوفيتي في أثناء الحرب العالمية الثانية من إقناع حليفتيه بريطانيا والولايات المتحدة الأمريكية في الائتلاف المضاد لهتلر بالموافقة على إعادة الاتحاد السوفيتي لاراضيه التي احتلتها اليابان. وفي فبراير/شباط عام 1945 عقد في مدينة يالتا المؤتمر الذي توصل إلى اتفاق حول موعد دخول الاتحاد السوفيتي الحرب مع اليابان، وذلك مع شرط ان يعاد إلى موسكو بعد انتهاء الحرب القسم الجنوبي من جزيرة ساخالين وجزر الكوريل. وبدأ الاتحاد السوفيتي عملياته الحربية ضد اليابان في شهر أغسطس/آب عام 1945. وتم انزال القوات السوفيتية على جزر الكوريل. فاستسلمت اليابان في 2 سبتمبر/ايلول عام 1945 واعلن الاتحاد السوفيتي عن ضمها إلى اراضيه.
وعقد في عام 1951 مؤتمر السلام في مدينة سان فرانسيسكو الأمريكية بهدف عقد معاهدة للسلام مع اليابان. ورفض الوفد السوفيتي توقيع المعاهدة التي طرحت كل من الولايات المتحدة وبريطانيا مشروعا لها، فاقترحت موسكو تعديلاتها للمعاهدة، ولكن لم يتم اخذها بالحسبان.
وفي عام1956 توجهت اليابان بطلب انضمامها إلى هيئة الأمم المتحدة. فتم توقيع البيان المشترك بين البلدين حول تطبيع العلاقات بينهما. وتشير بعض التقييمات إلى ان هذه الوثيقة كان من شأنها ان تضعف مواقف الاتحاد السوفيتي فيما يتعلق بمسألة حدودها. وكانت المادة التاسعة للبيان تنص على ان الاتحاد السوفيتي يوافق على «ان تسلم إلى اليابان جزيرتا هابوماي وشيكوتان مع شرط أن لا يتم ذلك إلا بعد توقيع معاهدة السلام بين الاتحاد السوفيتي واليابان».
كانت الولايات المتحدة خلال الحرب الباردة تؤيد موقف اليابان في النزاع حول جزر الكوريل الجنوبية وتبذل كل ما في وسعها للحيلولة دون تخفيف الموقف. فاعادت اليابان النظر في موقفها من بيان عام 1956 تحت ضغط الولايات المتحدة. وصارت تطالب باعادة جميع الأراضي المتنازع عليها. واشترط الاتحاد السوفيتي لتوقيع معاهدة الأمن اليابانية الأمريكية الجديدة إعادة جزيرتي هابوماي وشيكوتان إلى اليابان وانسحاب جميع القوات الاجنبية من اراضيها. وردا على ذلك تقدمت اليابان باعتراض مفاده انه لا يمكن ان يغير من جانب واحد مضمون البيان المشترك بين الاتحاد السوفيتي واليابان والذي يعد معاهدة صادق عليها برلمانا كلا البلدين. فوردت بعد فترة تصريحات من الجانب السوفيتي مفادها ان مسألة الأراضي في العلاقات بين الاتحاد السوفيتي واليابان قد تم حلها في أيام الحرب العالمية الثانية. ولذلك فقد انتهت بحد ذاتها.
وكان البيانان المشتركان السوفيتي والياباني اللذان تم اتخاذهما في عامي 1973 و1991 ينصان على أهمية توقيع معاهدة سلام بين البلدين وحل ما تبقى من مسائل النزاع التي خلفتها الحرب العالمية الثانية.
واعترفت طوكيو بان روسيا هي الوريث الشرعي للاتحاد السوفيتي. وما تزال المباحثات التي كانت تجرى بين الاتحاد السوفيتي واليابان في موضوع عقد معاهدة السلام مستمرة بين اليابان وروسيا الاتحادية.
وخلال الزيارة التي قام بها رئيس روسيا بوريس يلتسين إلى اليابان في شهر أكتوبر/تشرين الأول عام 1993 تم توقيع بيان طوكيو، الذي أكد ان «الجانبين أجريا مباحثات جادة حول تبعية جزر إيتوروب وكوناشير وهابوماي. واتفق الجانبان على مواصلة المباحثات بهدف توقيع معاهدة السلام في أسرع وقت، على أساس مبدأ الشرعية والعدالة».

## النزاع في القرن الحادي والعشرين
وفي الفترة اللاحقة كان ينظر مراراً في مسائل توقيع معاهدة السلام ورسم الحدود بين روسيا واليابان خلال اللقاءات بين زعيمي الدولتين. ونتيجة تلك اللقاءات كان الجانبان يتخذان قرارات ببذل قصارى الجهود لعقد معاهدة السلام بحلول عام 2000 لكن ذلك لم يتم.
في عهد فلاديمير بوتين وكويدزوميو أعرب الرئيس بوتين في عام 2005 استعداده لحل نزاع الأراضي طبقاً لبيان عام1956 ، أو بالأحرى تسليم جزيرتي هابوماي وشيكوتان إلى اليابان. لكن الجانب الياباني لم يوافق على الحل الوسط.
في يوليو/تموز عام 2007 قبل سيرغي ناريشكين نائب رئيس الوزراء الروسي اقتراح تقدم به ياسوهيسا شيوزاكي سكرتير مجلس الوزراء الياباني بتقديم المساعدة في تطوير منطقة الشرق الاقصى الروسية، وذلك بغية تخفيف التوتر بين البلدين. وكان الحديث يدور حول تطوير الطاقة الذرية ومد كابل الانترنت عبر الأراضي الروسية للاتصال بين أوروبا وآسيا وتطوير البنية التحتية، وكذلك التعاون في مجال السياحة وحماية البيئة والأمن. وكان قد نظر في الاقتراح في يونيو/حزيران عام 2007 خلال قمة الثماني الكبار بين شينزو آبي رئيس الوزراء الياباني وفلاديمير بوتين رئيس روسيا.
وقد جرى في 1 يوليو/تموز اللقاء بين رئيس روسيا دميتري مدفيديف ورئيس الوزراء الياباني تارو أسو، ولم يسفر اللقاء عن حدوث أي تحريك في مسألة الأراضي.

## العلاقات التجارية والعلمية
ازداد التبادل التجاري بين البلدين في السنوات الأخيرة بمقدار 3 أضعاف. وبلغ في عام 2008 ما قيمته 30 مليار دولار. ويحتوي القسم الأكبر من الصادرات اليابانية على آلاليات، بما فيها السيارات. أما المكون الرئيسي للصادرات الروسية إلى اليابان فهو الخامات، بما فيها النفط والاخشاب.
وقد شكلت في نوفمبر/تشرين الثاني عام 1994 اللجنة الحكومية المشتركة الخاصة بمسائل التجارة والاقتصاد.
وطرحت اليابان في عام 2006 مبادرة حول توطيد التعاون الروسي الياباني في الشرق الاقصى. وبهذا الصدد تعول روسيا على ان طوكيو ستشارك في تفعيل مشاريع في هذه المنطقة الروسية. ويدور الحديث حول المشاريع التي يقضي بها البرنامج الفيدرالي للتنمية الاقتصادية والاجتماعية في منطقة الشرق الأقصى وما وراء بحيرة بايكال حتى عام 2013، والذي صادقت عليه الحكومة الروسية، بما في ذلك استصلاح حقول الفحم والحديد وتحديث السكة الحديدة العابرة في سيبيريا وإنشاء مراكز المواصلات الكبرى والطرق والانفاق والجسور وغيرها من مشاريع البنية التحتية.

## الاستثمارات المتبادلة
يتم حالياً في الآونة الأخيرة توسيع العلاقات في مجال الاستثمارات بين روسيا واليابان. وبحسب المعلومات الإحصائية فإن الاستثمارات اليابانية الإجمالية في روسيا بلغت عام 2003 ما مقداره 1.9 مليار دولار، بما فيها مبلغ 1.35 مليار دولار يعود إلى الاستثمارات المباشرة و550 مليون دولار يعود إلى ما تبقى من مجالات الاستثمارات. وتشغل اليابان المرتبة الثامنة بين الدول الكبرى التي تستثمر في روسيا.
وتعتبر شركة "تيوتا" من أكبر وأنشط الشركات المستثمرة في الاقتصاد الروسي. وشغلت الشركة في عام 2007 معمل تجميع السيارات في ضاحية بطرسبورغ. وفي نوفمبر/تشرين الثاني عام 2008 قامت شركة "تويوتا" بتفعيل المجمع المتعدد الوظائف الذي يضم المكتب ومستودع قطع الغيار. وتبلغ الاستثمارات في إنشائه قيمة 120 مليون دولار.
وبالإضافة إلى ذلك فثمة مشاريع استثمارية كبرى في مجال الطاقة بجزيرة ساخالين واستثمارات شركة السجائر اليابانية "جي تي" في مدينة بطرسبورغ واستثمارات شركة "اساخي غاراسو" في إنشاء معمل الزجاج في مقاطعة نيجني نوفغورود وغيرها من الاستثمارات.

## التعاون في مجال الطاقة
تعتبر المشاريع الروسية اليابانية المشتركة في مجال الطاقة أحد المكونات الرئيسية للعلاقات الاقتصادية الروسية اليابانية، مثل مشاريع ساخالين على سبيل المثال. وبعد أن اتخذت شركات قطاع الغاز الطبيعي والطاقة الكهربائية اليابانية في مايو/آيار عام 2003 قرارا بتحقيق ارساليات الغاز السائل طويلة الامد في اطار مشروع «ساخالين – 2» قرر المشاركون في المشروع توظيف استثمارات جديدة بمقدار نحو 10 مليار دولار، بما في ذلك مبلغ 5 مليارات دولار يعود إلى الشركات اليابانية.
وتجري حاليا المباحثات بين شركة جابان بيبليان(""Japan Pipeline Development Organization) اليابانية وشركة «غازبروم» الروسية حول إنشاء المؤسسة المشتركة الخاصة بتجارة الغاز الطبيعي في السوق الأوروبية. كما تعمل شركة جابان بيبليان ""Japan Pipeline Development Organization منذ عام 1998 على اعداد مشروع إنشاء خط أنابيب الغاز الذي سيمتد من جزيرة ساخالين إلى جزيرة هوكايدو اليابانية. وبحسب المشروع الذي أعدته شركة «ستروي غاز» الروسية سيمر خط أنابيب الغاز بمسارين، أولهما هو البري والبحري بطول 192 كم، بما فيه 63 كم للخط البحري، وثانيهما هو البحري بطول 169 كم. وقد تبلغ قدرة المشروع 3 مليارات متر مكعب من الغاز سنويا.
وهناك مثال آخر للتعاون، وهو مناقشة مسألة إنشاء خط انابيب النفط المؤدي إلى ساحل المحيط الهادئ. وفي نوفمبر/تشرين الثاني عام 2005 وقع الرئيس الروسي فلاديمير بوتين ورئيس الوزراء الياباني جونيشيرو كويزمي اتفاقية أولية خاصة بإنشاء خط أنابيب النفط هذا. وقد يبلغ طول الخط 4100 كم. وقد تبلغ كلفته 11 مليار دولار. وستعادل قدراته على تمرير النفط 1.5 مليون برميل من النفط يومياً.

## التعاون العلمي التقني
بالإضافة إلى ذلك يحقق التعاون في مجال التبادل العلمي التقني، سواء كان على المستوى الحكومي في إطار الاتفاقية الموقعة بين الحكومتين حول التعاون العلمي التقني والاتفاقية حول التعاون في مجال البحوث العلمية واستخدام الفضاء الكوني للأغراض السلمية وغيرها من الاتفاقيات، أو بين الشركات اليابانية الخاصة ومؤسسات الدراسات والأبحاث العلمية الروسية، وذلك عن طريق إجراء دراسات وأبحاث من مختلف الأنواع على قاعدة المركز العلمي التقني الدولي الذي يقع مقره الرئيسي في موسكو، وغيرها من المؤسسات.